# August Sachtler
August Sachtler (asi 1839 – duben 1873) byl německý fotograf působící v Singapuru známý především svými fotografiemi ze Zadní Indie a východní Asie.

## Životopis
O místě narození, rodičích, dětství, mládí a vzdělání Augusta Sachtlera není nic známo. Fotograf E. Hermann Sachtler, který také působil v Singapuru, byl možná jeho bratr.
August Sachtler zpočátku pracoval jako technik ve společnosti Telegraphen Bau-Anstalt von Siemens & Halske v Berlíně. Zúčastnil se služebně jako námořník („Řemeslníci IV. třídy") expedice do Pruské východní Asie vedené Friedrichem Albrechtem Grafem zu Eulenburgem, kterou organizovalo pruské námořnictvo v letech 1859 až 1862 a zahrnovalo uzavření smluv o přátelství, obchodu a lodní dopravě s Japonskem (24. ledna 1861), s Čínou (2. září 1861) a se Siamem (7. února 1862). Sachtler měl předat cílovým zemím pruské expedice dar, telegraf vyrobený firmou Siemens & Halske.
Eulenburgovy expedice se zúčastnil také fotograf Carl Heinrich Bismarck, nemanželský syn Eulenburga. Carl Heinrich Bismarck neměl žádné fotografické vzdělání a tomuto řemeslu se naučil až cestou; technicky zdatnější a pravděpodobně vizuálně talentovaný Sachtler byl pověřen, aby podporoval a staral se o Bismarcka. Fotografové s sebou měli tři fotoaparáty, včetně stereoskopického, několik zařízení pro promítání obrazu, rozsáhlé fotografické chemikálie a 2500 fotografických desek a také nezbytné vybavení temné komory. Uměleckým vedoucím byl malíř Wilhelm Heine (1827-1885), který sám měl málo fotografických znalostí a dovedností.
Pruská expedice do Japonska pověřila téměř tři měsíce fotografickou prací také amerického fotografa Johna Wilsona (1816–1868), který zde sídlil.
Před rozšířením fotografie byli kreslíři zaměstnáni v zahraniční službě námořnictva, například aby načrtávali vjezdy do cizích přístavů a opevnění a dokumentovali konstrukci a výzbroj cizích válečných lodí. Teprve v 70. letech 19. století byli námořní kreslíři postupně nahrazováni námořními fotografy. Pruská expedice do východní Asie v letech 1859 až 1862 byla pravděpodobně první německou námořní misí, která zahrnovala oficiálního fotografa. V 60. letech 19. století byla fotografie stále relativně novou technikou. Zpočátku byla fotografická technika stále tak objemná, tvorba exponovatelného fotomateriálu, vyvolávání a tisk snímků stále velmi pracné a náchylné k chybám a profesionální použití objemných fotopřístrojů ve stísněných podmínkách na lodi byla stále velmi těžkopádná, že fotografie z námořních cest měly až do 80. let 19. století vysokou raritní hodnotu.
August Sachtler se zřejmě naučil fotografické řemeslo tak dobře – částečně praktickým samostudiem a částečně také od profesionálního fotografa Johna Wilsona –, že věřil, že se mu to podaří. V roce 1864, asi dva roky po skončení pruské expedice do východní Asie, založil spolu s dánským fotografem Kristenem Feilbergem (1839–1919) v Singapuru na High Street poblíž soudní budovy fotografické studio Sachtler & Co.
V roce 1864 alespoň jedna členka studia Sachtler, pravděpodobně Kristen Feilberg, podnikla fotografickou výpravu do království Sarawak.
V roce 1865 inzeroval v thajských novinách také Atelier Sachtler & Co.
Existují důkazy, že Atelier Sachtler spolupracoval s britským fotografem Walterem Bentley Woodburym (1834–1885) žijícím na Jávě, který působil především v Austrálii, na Jávě, na Sumatře a Borneu a později v Londýně.
Ve druhé polovině 60. let 19. století otevřel Feilberg pobočku v Penangu v Malajsii s jistým E. Hermannem Sachtlerem – pravděpodobně bratrem Augusta Sachtlera. V roce 1867 představil Feilberg 15 fotografických pohledů na Pennang a Cejlon (Srí Lanka) na světové výstavě v Paříži. V roce 1869 se Hermann Sachtler vrátil z Penangu do Singapuru, zřejmě poté, co přežil život ohrožující pád: spadl 20 až 25 metrů ze střechy katolické katedrály, kde měl nastaven fotoaparát k fotografování, a zlomil si lebku a ruku, ale překvapivě pád přežil.
V roce 1871 se studio Sachtler & Co. přestěhovalo z High Street na Battery Road v Singapuru.
August Sachtler zemřel v dubnu 1873.
V roce 1874 byl na High Street 88, naproti Hôtel d'Europe, znovu otevřen fotografický ateliér, přejmenovaný na Sachtler's Photographic Rooms. V této době firma Sachtler nabízela širokou škálu fotografií: z Bornea, Jávy, Sumatry, Saigonu ve Vietnamu, Siamu (Thajsko), Barmy (Myanmar) a Průlivových osad, tedy britských korunních kolonií na Malackém průlivu, zejména Penang, Dinding, Malakka a Singapur.
Brzy poté, v červnu 1874, Sachtler's Photographic Rooms. opět zanikly. Zařízení této společnosti a její zásoby fotonegativů převzalo fotoateliér Carter & Co.
Uzavřením Ateliéru Sachtler zůstala mezera, kterou záhy zaplnila fotostudie GR Lambert & Co., kterou Gustav Richard Lambert z Drážďan zveřejnil dne 10. Otevřen na 1 High Street v dubnu 1867.

## Dědictví
August Sachtler významně přispěl pořízením 1400 fotografií, včetně řady stereoskopií, z pruské expedice do východní Asie, i když mnohé z nich nebyly publikovány pod jeho jménem, ale pod jménem Carl Heinrich Bismarck.
Sachtlerův sortiment zahrnoval velký výběr fotografií z Bornea, Jávy, Sumatry, Saigonu, Siamu (Thajsko), Barmy (Myanmar) a Průlivové osady, tedy britských korunních kolonií v Malackém průlivu. Velkou část těchto snímků mohl pořídit sám August Sachtler.
Sachtlerovy fotografie našly uznání i mezi jeho současníky. Autorovo fotoalbum, představené na světové výstavě v Paříži v roce 1867, bylo v Německu oceněno za „celkový dojem“ zprostředkovaný fotografiemi studia Sachtler ze „Zadní Indie“. Řada jeho fotografií se objevila v ilustrovaném tisku Velké Británie.
August Sachtler byl mezi prvními evropskými fotografy a tedy mezi prvními fotografy, kteří kdy fotografovali ve Vietnamu.
Jako jeden z průkopníků fotografie v Asii získaly jeho fotografie etnografický a historický význam.

## Sbírky fotografií Augusta Sachtlera
- Nederlands Fotomuseum[9]
- Roots, internetová stránka singapurské vládní agentury, „August Sachtler“[10]

## Galerie

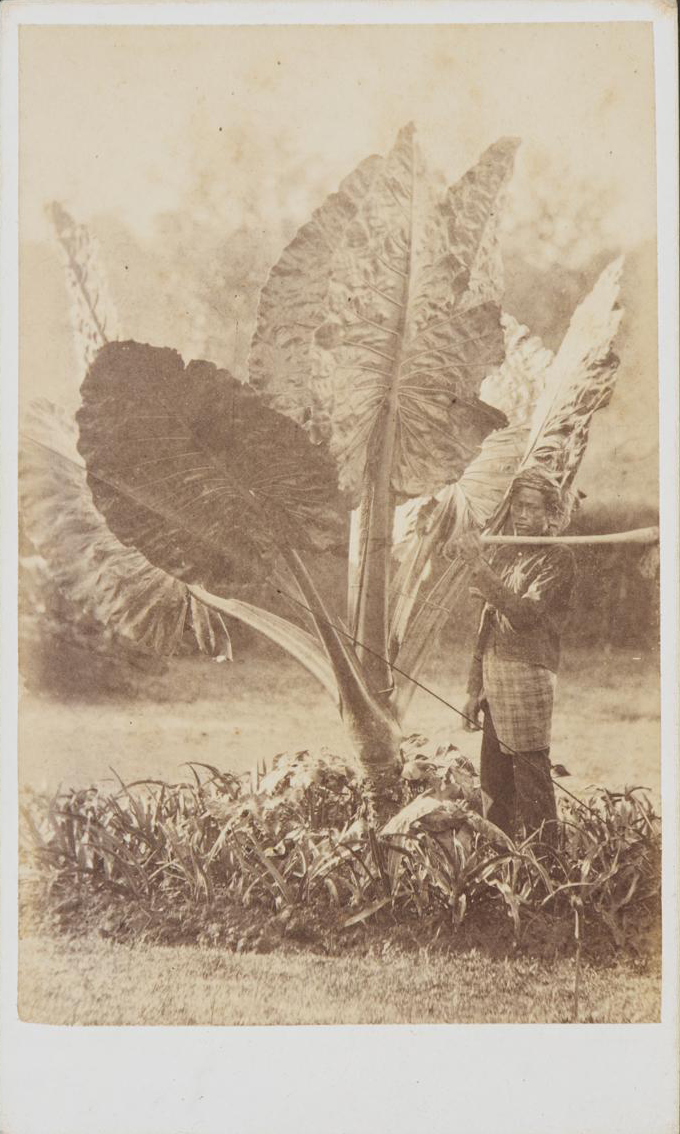
A Calladium - Tanglin, Singapur, 60. léta 19. století, černobílá fotografie, sbírka Národního muzea Singapuru
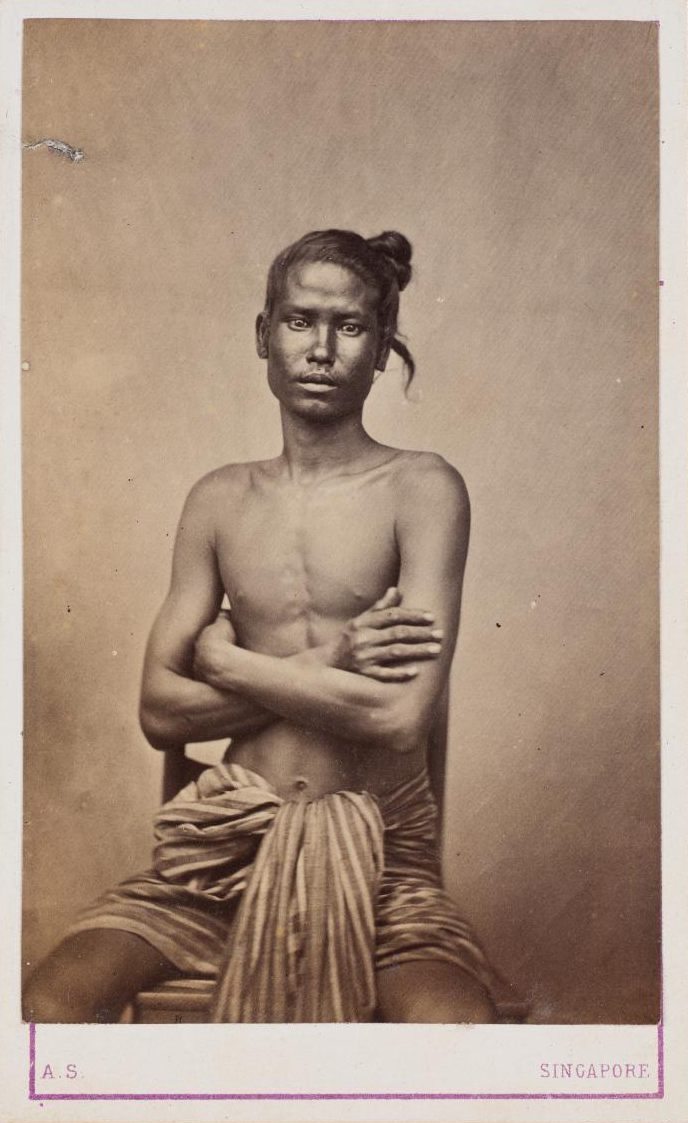
Bez názvu (portrét muže) ze série 20 cartes-de-visite portrétů, 60. léta 19. století, sbírka Národního muzea v Singapuru
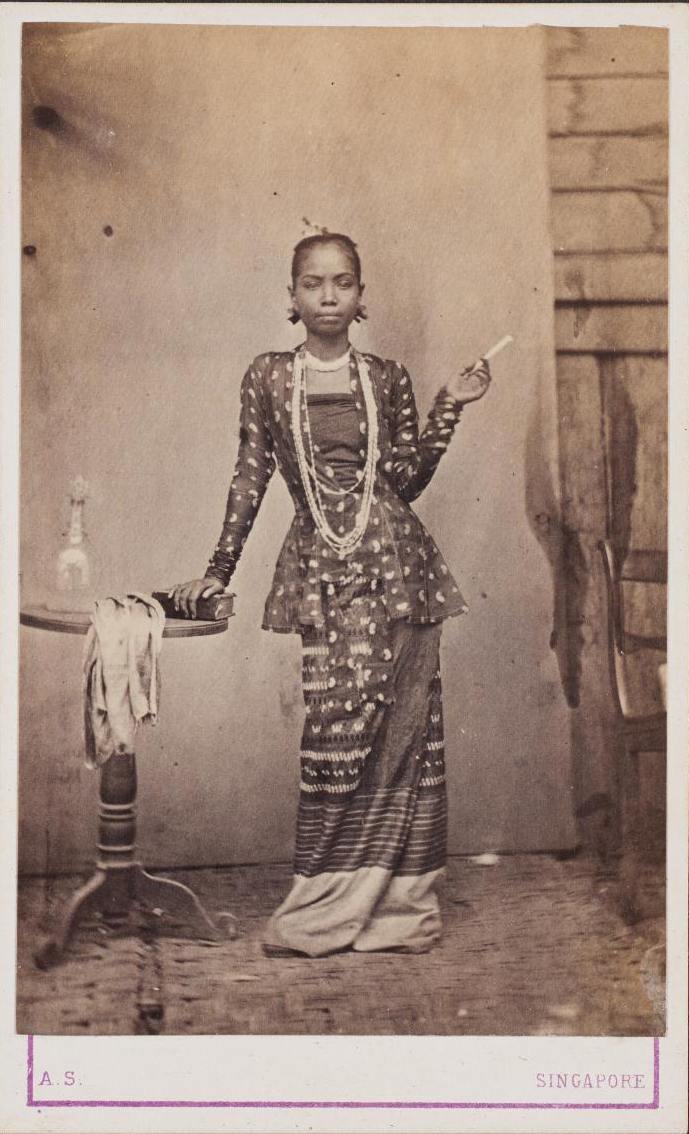
Bez názvu (portrét ženy) ze série 20 cartes-de-visite portrétů, 60. léta 19. století, sbírka Národního muzea v Singapuru